# Východočeský krajský přebor 1964/1965
V soubojích Východočeského krajského přeboru 1964/65 se utkalo 14 týmů dvoukolovým systémem podzim - jaro. Tento ročník skončil v červnu 1965. Vzhledem k reorganizaci postoupilo prvních 6 týmů do Divize C a sestoupil pouze poslední tým.

## Výsledná tabulka
Zdroj: 
| Poř. | Tým                            | Z  | V  | R  | P  | VG | OG | B  |
| ---- | ------------------------------ | -- | -- | -- | -- | -- | -- | -- |
| 1.   | TJ Jiskra Úpice                | 26 | 13 | 11 | 2  | 59 | 24 | 37 |
| 2.   | TJ Spartak Chrudim             | 26 | 16 | 5  | 5  | 63 | 30 | 37 |
| 3.   | TJ Spartak Kostelec nad Orlicí | 26 | 13 | 6  | 7  | 42 | 33 | 32 |
| 4.   | TJ Lokomotiva Trutnov          | 26 | 12 | 7  | 7  | 44 | 35 | 31 |
| 5.   | TJ Lokomotiva Česká Třebová    | 26 | 12 | 6  | 8  | 49 | 36 | 30 |
| 6.   | TJ Jiskra Semily               | 26 | 12 | 5  | 9  | 51 | 40 | 29 |
| 7.   | TJ Tesla Pardubice             | 26 | 11 | 6  | 9  | 49 | 38 | 28 |
| 8.   | RH Hradec Králové              | 26 | 11 | 3  | 12 | 46 | 47 | 25 |
| 9.   | TJ VCHZ Pardubice B            | 26 | 8  | 9  | 9  | 35 | 41 | 25 |
| 10.  | TJ Lanškroun                   | 26 | 9  | 6  | 11 | 29 | 51 | 24 |
| 11.  | VTJ Dukla Jičín                | 26 | 7  | 6  | 13 | 28 | 46 | 20 |
| 12.  | TJ Jiskra Červený Kostelec     | 26 | 8  | 3  | 15 | 44 | 64 | 19 |
| 13.  | TJ Spartak Hradec Králové B    | 26 | 4  | 6  | 16 | 28 | 49 | 14 |
| 14.  | TJ Jiskra Ústí nad Orlicí      | 26 | 3  | 7  | 16 | 27 | 60 | 13 |

Poznámky:
- Z = Odehrané zápasy; V = Vítězství; R = Remízy; P = Prohry; VG = Vstřelené góly; OG = Obdržené góly; B = Body

|  | Postup do Divize C 1965/66             |
|  | Sestup do příslušné I. A třídy 1965/66 |